# Manglerud Star Toppfotball
Maillots
Dernière mise à jour : 12 février 2012.
Le Manglerud Star Toppfotball est un club norvégien de football basé à Oslo.

## Historique
- 2000 : fondation du club sous le nom de FK Oslo Øst
- 2005 : fusion avec le Manglerud Star Fotball en Manglerud Star Toppfotball